# Mancomunitat Intermunicipal de la Conca d'Òdena

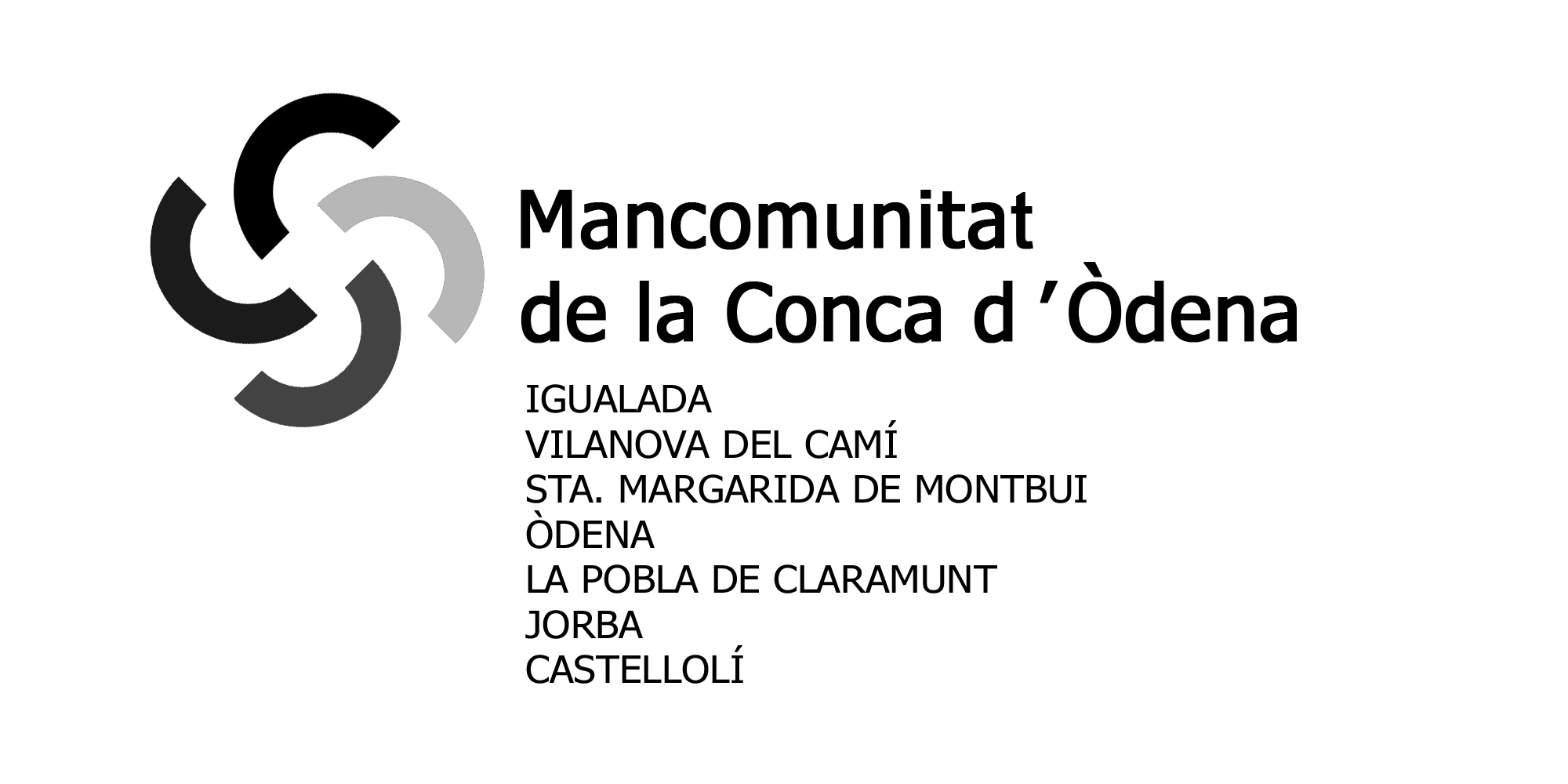
Mancomunitat Intermunicipal Conca d'Òdena

La Mancomunitat Intermunicipal de la Conca d'Òdena és una associació voluntària de municipis amb personalitat jurídica pròpia i plena capacitat per al compliment dels seus fins. Està formada per 7 municipis de la comarca de l'Anoia, tots ells situats a la conca d'Òdena: Igualada, Vilanova del Camí, Santa Margarida de Montbui, Òdena, La Pobla de Claramunt, Jorba i Castellolí. La Mancomunitat neix el 2001 amb la idea de donar serveis de manera mancomunada als diferents municipis que la integren. Per tant, té per objecte i finalitat la unió d'esforços i disponibilitats econòmiques dels municipis integrants per poder gestionar serveis d'interès comú i optimitzar els mitjans públics. Tal com es reflecteix en els estatuts, la Mancomunitat exercirà competències en diferent matèries i actualment ofereix als diferents municipis serveis de les següents àrees: igualtat de gènere, serveis d'ocupació, formació i inserció, serveis relacionats amb el medi ambient i la mobilitat, entre altres coses.